# Каменный Ключ (Кировская область)
Ка́менный Ключ — деревня в Малмыжском районе Кировской области. Входит в состав  Новосмаильского сельского поселения.

## География
Деревня находится на берегу реки Большая Китячка, на расстоянии 17 км к югу от города Малмыж, административного центра района. Абсолютная высота — 78 м над уровнем моря.

### Часовой пояс
Деревня Каменный Ключ, как и вся Кировская область, находится в часовой зоне МСК (московское время). Смещение применяемого времени относительно UTC составляет +3:00.

## Население
| 2010 |
| ---- |
| 95   |

## Улицы
В деревне имеется одна улица — Ключевая.